# Флаг Советского района (Марий Эл)
Флаг муниципального образования «Сове́тский муниципальный район» Республики Марий Эл Российской Федерации.
Флаг муниципального образования «Советский муниципальный район» Республики Марий Эл является официальным опознавательно-правовым знаком и служит наряду с основным муниципальным символом района — гербом, его официальным символом на основании Устава муниципального образования «Советский муниципальный район» Республики Марий Эл.

## Описание
Флаг муниципального образования «Советский муниципальный район» Республики Марий Эл представляет собой прямоугольное красное полотнище с отношением ширины к длине 2:3, с белым опрокинутым к древку стропилом, обременённым двумя красными ветвями рябины с плодами, сопровождаемыми у древка тремя белыми вырубными крестами.

## Обоснование символики
Почётная геральдическая фигура «стропило» олицетворяет созидательный, творческий потенциал района.
Кисти рябины символизируют природные богатства района, а также, по народным традициям, несут в себе значение оберегающего символа.
Три вырубных креста знаменуют образование территории района из части территорий Царевококшайского, Яранского и Уржумского уездов, олицетворяют единство прошлого, настоящего и будущего.
Красный цвет — символ активности, мужества, самоотверженности, ассоциируется с цветовой символикой советского периода, периода образования района.
Белый цвет (серебро) — символ чистоты и доброты, простоты и ясности.
Красный и белый — наиболее почитаемые цвета у марийского и русского народов.